# Ronald Acuña Jr
Artikeln följer den spanska namnseden; faderns efternamn är Acuña och moderns efternamn Blanco.
Ronald José Acuña Blanco Jr, född den 18 december 1997 i La Guaira, är en venezuelansk professionell basebollspelare som spelar för Atlanta Braves i Major League Baseball (MLB). Acuña är outfielder.
Acuña har tagits ut till MLB:s all star-match tre gånger och till All-MLB Second Team två gånger. Vidare har han vunnit Rookie of the Year Award och två Silver Slugger Awards.

## Karriär

### Major League Baseball

#### Atlanta Braves

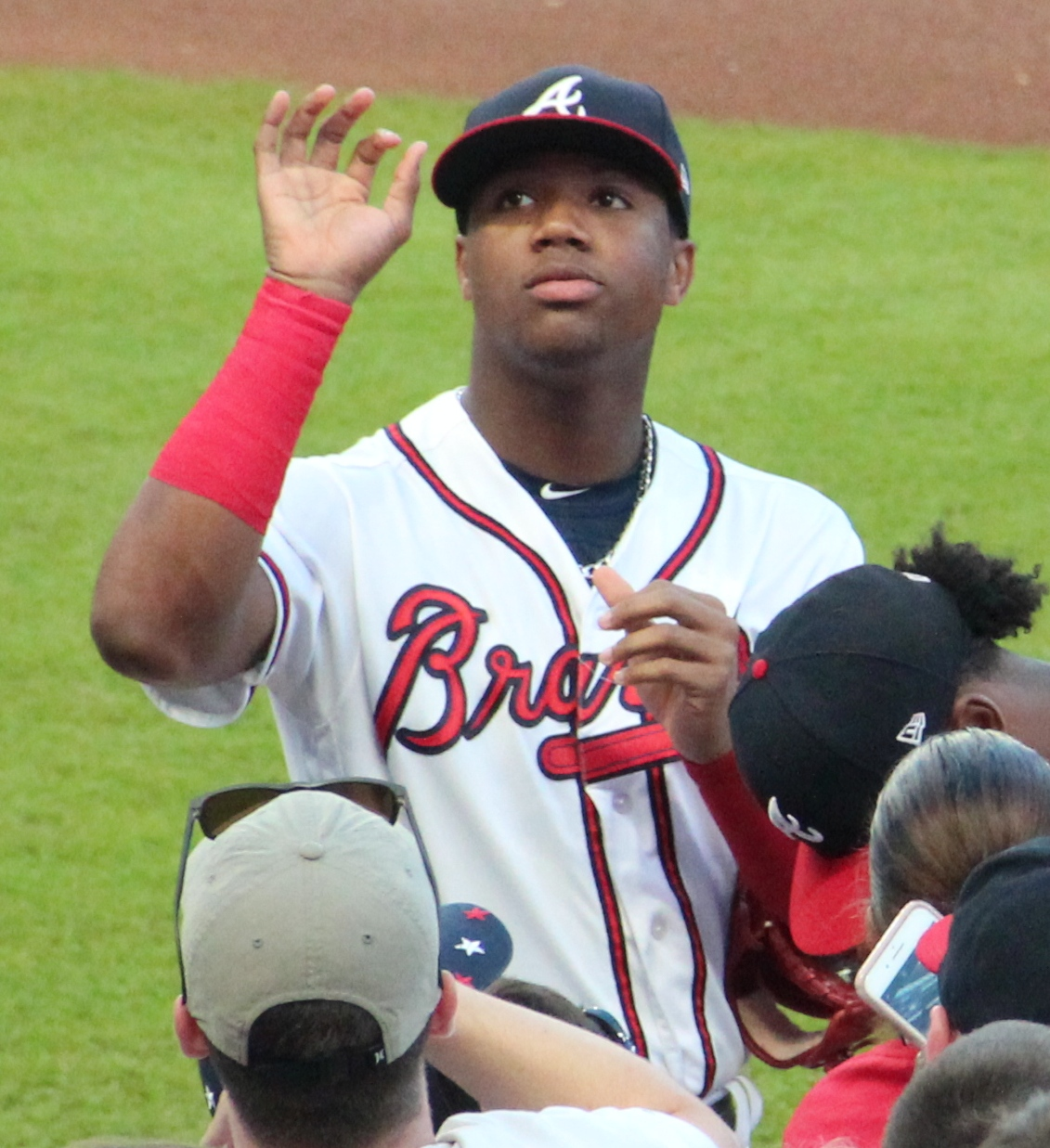
Acuña Jr i september 2018, hans debutsäsong.

Acuña skrev på för Atlanta Braves sommaren 2014, ännu inte 17 år fyllda, och fick i samband med det en bonus på 100 000 dollar. Han inledde sin proffskarriär 2015 i Braves farmarklubbssystem och började snabbt arbeta sig uppåt i systemet. Han spelade även en säsong i Australian Baseball League. 2017 togs han ut till Futures Game, en match där de bästa spelarna i farmarligorna möttes och som spelades i samband med MLB:s all star-match.
Acuña gjorde sin hett emotsedda debut i MLB för Braves den 25 april 2018 och var då den yngsta spelaren i MLB. Han hade en mycket bra debutsäsong, där han på sina 111 matcher i grundserien hade ett slaggenomsnitt på 0,293, 26 homeruns och 64 RBI:s. Han missade en månad från slutet av maj till slutet av juni på grund av skada, och det var efter det som han verkligen började spela fantastiskt bra. Under säsongen blev han den fjärde spelaren i MLB:s historia att inleda båda matcherna i en doubleheader (två matcher på samma dag) med att slå en homerun. Han blev också den yngsta någonsin i MLB att slå en homerun i fem raka matcher. Vidare satte han klubbrekord för Braves med åtta leadoff (matchinledande) homeruns under säsongen. Han blev den sjunde MLB-spelaren att nå 25 homeruns under en säsong före det att han fyllt 21 år. Han hade även 15 stulna baser under säsongen, och bara tre MLB-spelare hade före honom nått både 25 homeruns och 15 stulna baser under en säsong vid 20 års ålder eller tidigare. I slutspelet blev Acuña den yngsta någonsin att slå en grand slam homerun i MLB:s slutspel. Efter säsongen belönades han med National Leagues Rookie of the Year Award.
I samband med säsongsinledningen 2019 kom Acuña och Braves överens om en förlängning av hans kontrakt i åtta år till och med 2026 för 100 miljoner dollar. Kontraktet innehöll även möjligheter för klubben att förlänga kontraktet för 2027 och 2028 för 17 miljoner dollar per år. Det var den största kontraktsförlängningen som getts en spelare med så litet speltid som Acuña hade. Han blev också den yngsta spelaren i MLB:s historia att få ett kontrakt värt minst 100 miljoner dollar. Han fortsatte sitt fina spel från föregående säsong och valdes att starta all star-matchen i juli som den åttonde yngsta någonsin. I slutet av säsongen blev han medlem av den så kallade 30–30-klubben (30 homeruns och 30 stulna baser under samma säsong) som den näst yngsta i MLB:s historia efter Mike Trout. Han nådde 40 homeruns under säsongen, vilket bara två MLB-spelare tidigare lyckats med vid 21 års ålder eller tidigare. Totalt under säsongen hade han på 156 matcher ett slaggenomsnitt på 0,280, 41 homeruns och 101 RBI:s. Han var bäst i National League med 127 poäng och 37 stulna baser. Han vann efter säsongen sin första Silver Slugger Award. Bara Ken Griffey Jr. och Mike Trout hade tidigare vunnit en Silver Slugger Award som outfielder vid lika ung ålder som Acuña. Han utsågs också till All-MLB Second Team.

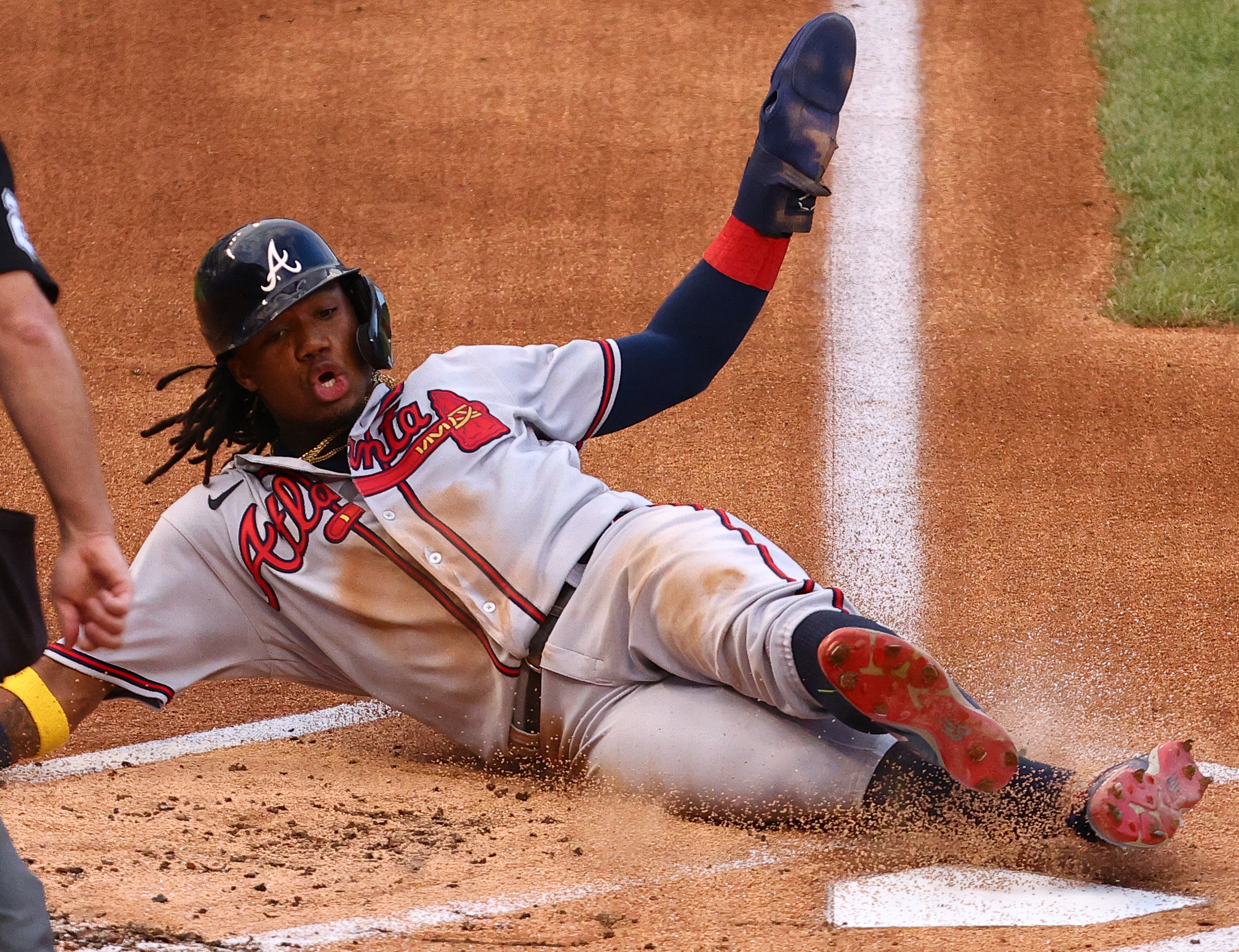
Acuña Jr gör poäng under en match i september 2020.

2020 års säsong blev kraftigt förkortad på grund av covid-19-pandemin och Acuña deltog i 46 matcher, under vilka han hade ett slaggenomsnitt på 0,250, 14 homeruns och 29 RBI:s. Han satte personliga rekord i on-base % (0,406), slugging % (0,581) och on-base plus slugging (OPS) (0,987). Hans 11,43 at bats per homerun var bäst i National League. För andra året i rad vann han en Silver Slugger Award och togs ut till All-MLB Second Team.
Acuña inledde 2021 års säsong starkt och utsågs till månadens spelare i National League för april, då han hade en slash line på 0,341/0,443/0,705 med åtta homeruns, 18 RBI:s, 25 poäng och tre stulna baser på 24 matcher. I början av juli togs han ut till sin andra all star-match och valdes igen att spela från start. Bara några dagar senare drabbades han dock av en allvarlig korsbandsskada som gjorde att han missade inte bara all star-matchen utan resten av säsongen. Fram till dess hade han spelat 82 matcher med ett slaggenomsnitt på 0,283, 24 homeruns och 52 RBI:s. Trots Acuñas skada gick Braves hela vägen och vann World Series.
Acuñas comeback efter knäskadan skedde i slutet av april 2022. Han fick för andra året i rad flest röster av alla spelare i National League i omröstningen till all star-matchen och valdes därigenom för tredje gången i rad (ingen all star-match spelades 2020) att spela matchen från start.